# سيندي فراي
سيندي فراي هي مصورة بلجيكية، ولدت في 5 سبتمبر 1975.

## وصلات خارجية
- سيندي فراي على موقع ميوزك برينز (الإنجليزية)
- سيندي فراي على موقع ديسكوغز (الإنجليزية)